# H部隊
H部隊（Hぶたい、英語: Force H）は、イギリス海軍が第二次世界大戦中に編成した任務部隊の一つ。ただし、H部隊それ自体が「任務部隊（Task Force）」と呼称されていたわけではない。

## 概要
H部隊は、イギリス海軍が第二次世界大戦で編成した艦隊。最初のH部隊は、ドイツ海軍のポケット戦艦対策の一環として、1939年10月に重巡洋艦2隻で編成された（イギリス海軍、任務部隊一覧）。
1940年6月上旬にイタリア王国が枢軸国側として参戦し、6月中旬にフランスが事実上降伏して地中海戦線に影響が生じた。イタリア王立海軍が地中海の中央部に陣取り、ヴィシー政権のフランス海軍が中立化したので、イギリスは地中海西部のイギリス海軍を増強する。イタリアの降伏まで地中海西部をH部隊が、東部を地中海艦隊が担当した。H部隊はジブラルタルを拠点とし、地中海攻防戦と大西洋攻防戦の双方に加わった。1941年5月下旬にはドイツ戦艦ビスマルク捜索に投入され、H部隊の艦上攻撃機がビスマルクの運命を決する一撃を加えた。
H部隊はイギリス海軍の指揮系統において一風変わった位置にあった。通常のイギリス海軍部隊のあり方から考えると、ジブラルタルを基地とするH部隊は、その地域を管轄するジブラルタルの司令（北大西洋戦域司令官、Flag Officer North Atlantic）を間に挟んで、第一海軍卿の指揮下におかれることとなる。しかし実際のところH部隊は間に誰も通さず、第一海軍卿の直接指揮下におかれていた。

## 戦歴

### ポケット戦艦狩り
1939年（昭和14年）9月初旬の第二次世界大戦勃発と共に、ドイツ海軍 (Kriegsmarine) の「ポケット戦艦」ドイッチュラント級装甲艦のアドミラル・グラーフ・シュペーが大西洋で活動を開始した。
9月30日、商船クレメントがシュペーに撃沈された。イギリス海軍はドイツ通商破壊艦が南大西洋にいることに気付き、遭難者の報告により敵艦が「ポケット戦艦」であると認定する。海軍本部のパウンド軍令部長（第一海軍卿）は対策を協議し、ポケット戦艦を捕捉して撃滅するため複数の狩猟部隊 (List of task forces of the Royal Navy) を編成することにした。そのうちの一つとしてH部隊が編成された。この時点でのH部隊はロンドン級重巡洋艦（カウンティ級重巡洋艦）のサセックスとシュロップシャーで編成され、喜望峰周辺に配置された。

### カタパルト作戦
1940年5月、ドイツ国防軍の電撃戦により連合国は西部戦線で大敗した。フランス第三共和政は6月22日にナチス・ドイツと独仏休戦協定を、24日にイタリア王国とヴィラ・インサーチ協定を締結し、事実上降伏した。フランス本国は分割され、自由地域でフィリップ・ペタン元帥を国家主席とするヴィシー政権が樹立した。これを良しとしないド・ゴール将軍がイギリスに亡命し、自由フランスと自由フランス軍が発足したが、自由フランス海軍も小規模部隊にすぎなかった。
再編されたH部隊の最初の作戦は、フランスの動向と深く関わるものであった。チャーチル首相が率いるイギリス首脳部は、地中海に残存しているフランス艦隊が地中海におけるイギリスの権益にとって脅威であるとみなしていた。独仏休戦条約上、フランスは自らの艦艇を引き続き保有することになっていた。しかしヴィシー政権がフランス艦艇をドイツに引き渡せば、地中海攻防戦はイギリスにとって決定的に不利になる可能性があった。
ドイツ海軍がノルウェー侵攻作戦（ヴェーザー演習作戦）で大損害を受けたため、イギリスは本土周辺海域から戦力を引き抜き、西地中海に増派することが可能になった。H部隊は巡洋戦艦フッド (HMS Hood) 、空母アーク・ロイヤル (HMS Ark Royal, 91) を基幹に再編された。ジェームズ・サマヴィル海軍中将は、フッドに将旗を掲げた。
イギリス軍はカタパルト作戦を発動し、ジブラルタル所在のH部隊はメルス・エル・ケビールの襲撃部隊を、アレクサンドリア所在のイギリス地中海艦隊は同港に在泊中のフランス地中海艦隊に対処するよう命じられた。
ヴィシー軍のフランス海軍部隊のうち、もっとも強力な部隊はアルジェリアのメルセルケビール港に在泊していた。この襲撃部隊はダンケルク級戦艦2隻、プロヴァンス級戦艦2隻と、およびその護衛に当たる艦艇からなっていた。
戦闘の結果、戦艦ブルターニュが爆沈、戦艦プロヴァンスが着底する。戦艦ダンケルクは艦砲射撃と空襲により大破着底した。戦艦ストラスブールと駆逐艦数隻が地中海を縦断して南フランスのツーロンに脱出した。ダンケルクは1941年になり浮揚に成功し、トゥーロンに移動した。

### マルタ輸送船団護衛作戦
この成功とは言い難い作戦の後、H部隊は通常の任務に復帰した。スパルティヴェント岬沖海戦など、西部地中海での様々な作戦に参加した。それらのなかで特筆すべき作戦は、マルタ島への輸送船団（マルタ輸送船団）の護衛作戦と空母を活用したクラブラン (Club Run) と呼ばれる航空機輸送作戦である。英領マルタ（Crown_Colony_of_Malta）行きの早期の船団は比較的軽微な損害を出すにとどまっていた。しかし1941年1月に、ドイツがシチリア島にドイツ空軍の第10航空軍団を配備してからは、エクセス作戦を筆頭に恐るべき犠牲を軍艦や商船にもたらしたのである。

### ビスマルクの撃沈
1941年にH部隊が関わった戦いのうち、もっとも有名なものは、H部隊の主戦場である地中海ではなく大西洋で発生した。その前段階として、1941年2月から3月下旬にかけてドイツ海軍が大西洋で実施したベルリン作戦がある。イギリス海軍は多数の軍艦でシャルンホルスト級戦艦2隻を探し回り、その一環としてH部隊も大西洋に駆り出された。アークロイヤルの偵察機はシャルンホルスト級戦艦2隻を発見したが取り逃がし、ドイツ艦はフランスのブレストに入港した。
5月18日、ドイツ海軍のリュッチェンス提督が戦艦ビスマルク と重巡プリンツ・オイゲンを率いて大西洋へ出発した。リュッチェンス戦隊（ビスマルク部隊）はアイスランドとグリーンランドの間のデンマーク海峡を抜け、イギリス北方を迂回して大西洋に進出し、同海域での通商破壊を企図していた。
イギリス海軍本部は船団の護衛不足を憂慮し、ジブラルタル所在のH部隊に対し、大西洋でフリータウン経由南アフリカケープタウン行きWS (Winston Special) 船団を護衛するよう命じた。マルタへのクラブランを終えてジブラルタルに帰港したばかりのH部隊は、空母フューリアスを残して大西洋に乗り出した。駆逐艦は燃料不足でジブラルタルに帰投したので、サマヴィル提督が率いていたのは巡洋戦艦レナウン、航空母艦アークロイヤル、軽巡洋艦シェフィールドになった。
5月24日朝のデンマーク海峡海戦で巡洋戦艦フッドが沈没してランスロット・ホランド提督が戦死し、新鋭戦艦プリンス・オブ・ウェールズも中破した。H部隊でも、サマヴィル提督がかつての旗艦の沈没を知らされた。イギリス海軍本部は、投入可能なすべてのイギリス海軍艦艇にビスマルク撃沈の命令を下した。
5月26日午前10時30分、連合国軍が航空偵察でビスマルクを発見した時、ビスマルクに最も近い位置にいたのがH部隊（レナウン、アークロイヤル、シェフィールド）であった。イギリス側は、まずアークロイヤル艦上機の魚雷攻撃でビスマルクの速力を落とそうとする。
26日夜に発進したアークロイヤル第一次攻撃隊は目標の位置を誤認し、ビスマルクを追尾していたシェフィールドを攻撃したが、幸運にも命中した魚雷はなかった。第一次攻撃隊のソードフィッシュが装備した魚雷は新式の磁気信管を使ったもので、何本か早爆したことが確認され、信頼性に欠けていると考えられた。アークロイヤル第二次攻撃隊は、従来型の接触信管を持つ信頼性の高い魚雷を搭載する。第二次攻撃隊の攻撃によりビスマルクは舵機を壊され、航行能力に大きな打撃を受けた。その後もビスマルクは触接してくるイギリス海軍の部隊と断続的に戦闘を続けた。
5月27日、イギリス戦艦キング・ジョージ5世（本国艦隊、トーヴィー提督旗艦）とロドニー (HMS Rodney, 29) 、重巡2隻（ノーフォーク、ドーセットシャー）の攻撃でビスマルクは撃沈された。サマヴィル提督はH部隊でビスマルクにとどめを刺して良いかトーヴィー提督に問い合わせたが、トーヴィー提督はH部隊の介入を許さず、ビスマルクはドーセットシャーに雷撃処分された。

### イギリスの苦境

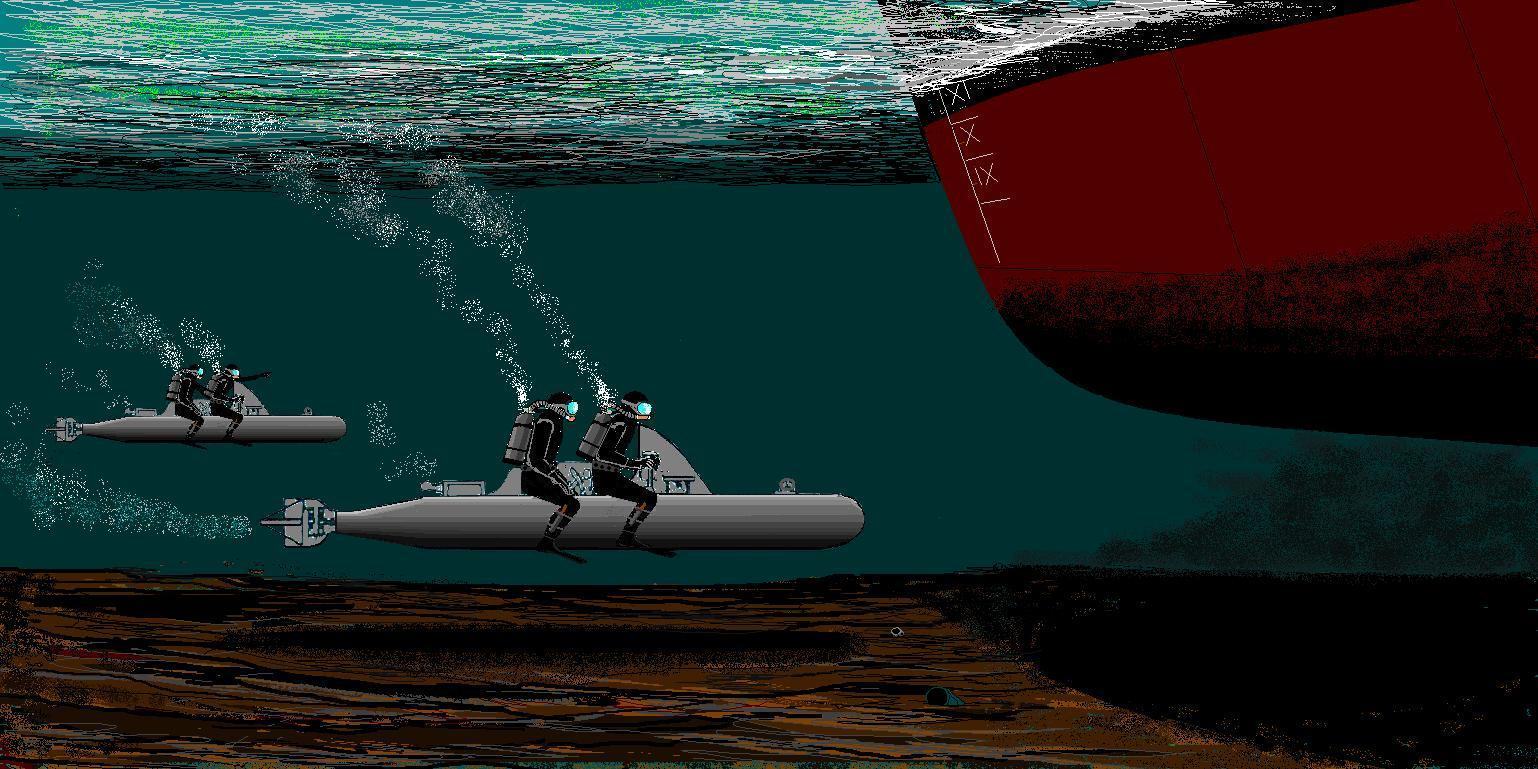
マイアーレによる攻撃イメージ

1941年5月下旬のビスマルク追撃戦でイギリス海軍は勝利を得たが、同時期の地中海ではクレタ島をめぐる攻防戦において地中海艦隊が大打撃を受けていた。同年の終盤、イギリス海軍の運命はどん底にあった。イギリス地中海艦隊では、爆撃によってすべての空母が損傷を受け作戦行動が不可能となっていた。H部隊も悲劇に直面していた。11月14日、マルタへの航空機輸送作戦（パーペテュアル作戦）中に空母アーク・ロイヤルがドイツ潜水艦U-81によって撃沈されたのである。Uボート作戦（Mediterranean_U-boat_campaign_of_World_War_II）に脅かされたイギリス海軍が破滅せずに済んだのは、イタリア海軍が積極的な攻勢に出なかったからにすぎなかった。そして連合軍が北アフリカ戦線でロンメル将軍の攻撃に耐えきり、イギリスがエジプトとスエズ運河を保持できるかは、英領マルタが生き延びられるかどうかにかかっていた。
1942年は低調のうちに幕を開けた。この年の初めに緊迫した任務となったのは、マルタ島への補給任務だった。マルタは何ヶ月にもわたって激しい攻撃に曝されており、輸送船団は僅かな隙をついて補給任務を強行できるよう厳重に護衛される必要があった。輸送が成功したとしても、マルタの状況は飢餓の一歩手前に過ぎなかった。第二次世界大戦中、もっとも厳重に護衛された船団が、この戦いの鍵となった。6月中旬、連合軍はハープーン作戦を実施し、限定的ながら成功した。8月に行われたペデスタル作戦で連合軍は大打撃を受けたが、マルタを持ち堪えていくだけの物資を運び込めた。

### 戦力引き抜きとカサブランカ沖
1941年12月8日、大日本帝国が連合国に宣戦布告し、太平洋戦争がはじまる。日本陸軍と日本海軍が発動した南方作戦（比島作戦、マレー作戦、蘭印作戦）により欧米列強の植民地は窮地に陥った。
1942年2月15日にシンガポールは陥落し、蘭印を防衛するためのABDA司令部は解散して連合国軍各艦隊はスラバヤ沖海戦で壊滅、3月上旬にジャワ島は陥落した。日本軍の攻勢は蘭印に留まらず、日本軍によるアンダマン・ニコバル諸島の占領、ビルマの戦い（現ミャンマー）など戦闘が続いた。
イギリスの懸念材料の一つは、ヴィシー政権下のフランス（中立国）が保有する海外植民地のマダガスカルであった。ヴィシー政権と日本政府の協定が成立し、日本海軍がマダガスカルに拠点を置いて活動を開始すれば、インド洋～紅海～スエズ運河にかけてのシーレーンと、イギリス領インド帝国および南アフリカのケープ植民地は決定的影響を受ける。中東の連合国軍は戦略的に孤立することになる。
1942年3月になるとチャーチル首相とイギリス軍はマダガスカル占領を検討し、ボーナス作戦 (Operation Bonus) と命名した。マレー沖海戦で主力艦を失ったあとセイロン島を根拠地にして再編中の東洋艦隊は日本軍のインド洋作戦に対処するため動かせず、やむを得ず地中海戦線の西半分を担当していたH部隊を投入することにした。そこでチャーチル首相はフランクリン・ルーズベルト米国大統領に「戦艦2隻、空母1隻、巡洋艦と駆逐艦部隊をジブラルタルに派遣して、H部隊の代理をやってもらいたい」と依頼する。大統領の指示をうけてアーネスト・キング大将（合衆国艦隊司令長官）は情勢を検討し、アメリカ合衆国とヴィシーフランスが正式な外交関係をもっていること、ジブラルタルの兵站に問題があることを理由に、機動部隊の派遣を思いとどまった。かわりにスカパ・フローにいるイギリス本国艦隊の戦力をジブラルタルに補填するならば、大西洋艦隊の艦艇をスカパ・フローに派遣して北極海輸送船団護衛に協力すると申し出た。
この方針により、大西洋艦隊戦艦戦隊司令官ジョン・W・ウィルコックス少将（en:John W. Wilcox_Jr.）を指揮官とする第39任務部隊が編成され、戦艦ワシントン（旗艦）、空母ワスプ 、重巡ウィチタ、重巡タスカルーサ、第8駆逐艦戦隊らが3月26日に北アメリカ東海岸を出発、4月上旬にスコットランドのスカパ・フローに到着した。
1942年、H部隊は大幅に戦力を縮小した。5月に入り、H部隊からマダガスカル島のディエゴ・スアレスに対する攻撃に兵力を抽出されたためである。この作戦は成功を収めたものの、重要な時期にイギリスの海軍力を無駄に使うものだという批判が多かった。

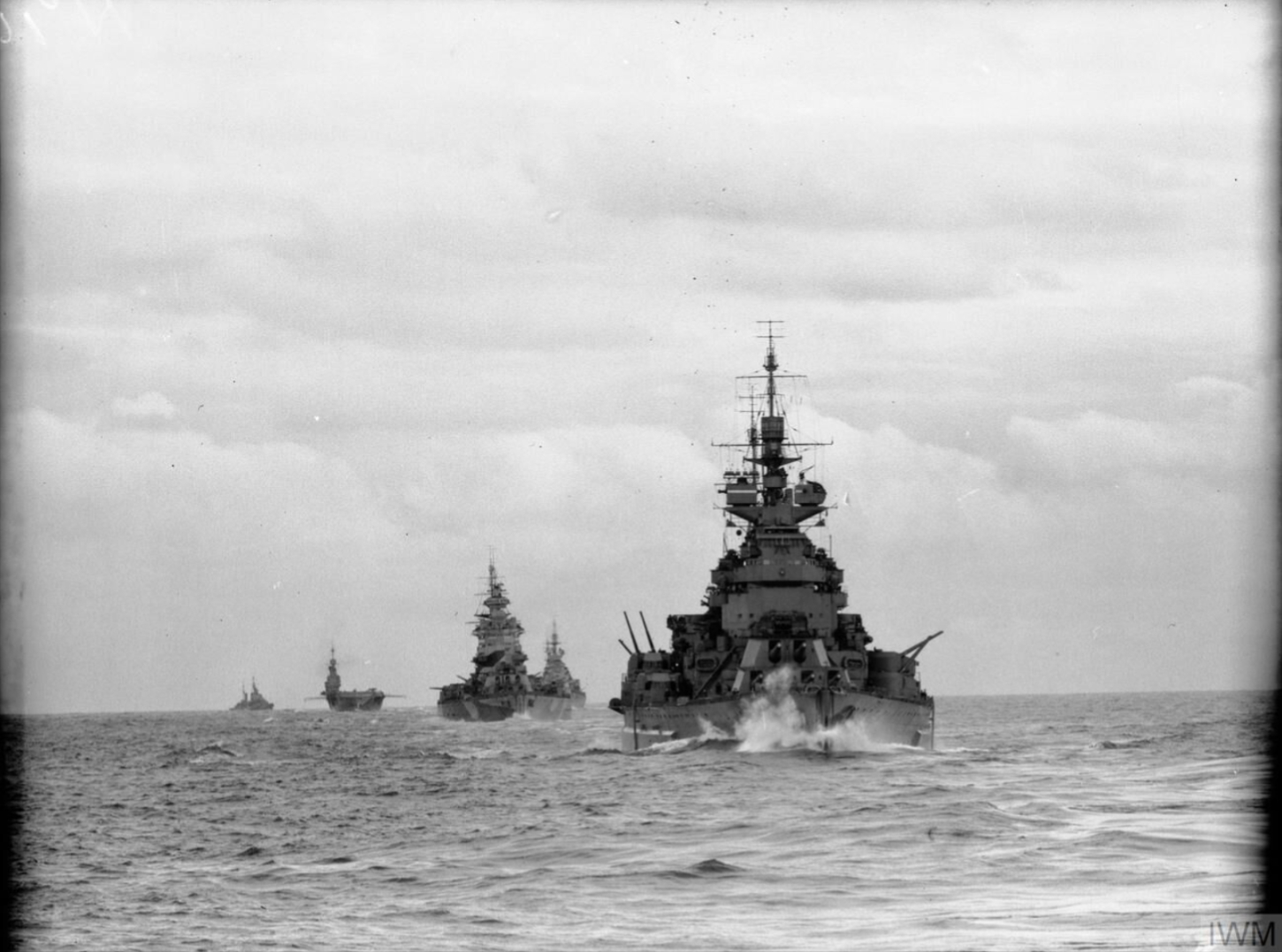
トーチ作戦のH部隊。戦艦デューク・オブ・ヨーク、ネルソン、空母フォーミダブル、巡洋戦艦レナウン、軽巡アルゴノート。

1942年11月は、戦いのターニングポイントとなる月だった。11月上旬にトーチ作戦が実行され、イギリス第一軍を始めとする米英軍が、モロッコおよびアルジェリアに上陸した。H部隊は、この上陸部隊を援護するために動員された。上陸部隊にとっての脅威はイタリア艦隊とヴィシー・フランス軍であったが、目立った抵抗を行ったのはヴィシー・フランス軍だけであった。ヴィシー・フランス軍の海軍部隊と空軍（Vichy French Air Force）はカサブランカにおいて、上陸部隊を支援するアメリカ艦隊と砲火を交えた。
この北アフリカにおける大規模な作戦の最終的な狙いは、チュニジアを枢軸国の勢力圏から切り離すことであった。この狙いは最終的に達成され、25万人を超える枢軸軍兵士が連合軍第18軍集団に降伏した。25万人といえば、スターリングラード攻防戦での降伏者数に等しい数である。H部隊はこの戦いを通して、陸上部隊に厳重な援護を提供した。
11月中旬、マルタに対してストーンエイジ作戦が実施され、マルタ攻囲戦は連合軍の勝利で幕を閉じた。

### 上陸作戦の始まりとH部隊の終わり
地中海の制海権を握った連合軍は、攻勢を強める。さらなる2つの上陸作戦において、H部隊は上陸部隊をイタリア艦隊から守るために援護に当たった。1943年7月に行われた、シチリア島攻略作戦であるハスキー作戦、同年9月のイタリア本土サレルノへの上陸作戦、アヴァランチ作戦がそれである。
残存したイタリア艦隊は、新鋭戦艦ローマがドイツ軍の無線誘導爆弾フリッツXの攻撃を受け艦隊司令長官とともに沈んだ。他の大型艦は、大部分がドイツ軍の接収を免れた。H部隊はサルデーニャ島近海でイタリア艦隊と落ちあい、マルタまでこれを護衛した。9月11日午前9時、マルタのグランド・ハーバーに到着する。英地中海艦隊司令長官のカニンガム提督は、海軍本部に次のような伝統的な信号を発信した。
ハスキー作戦ではH部隊の空母インドミタブルがイタリア空軍の雷撃機により損傷した。アヴァランチ作戦ではドイツ空軍のフリッツXによって戦艦ウォースパイトが大破した。このように損傷した艦はいたが、沈没した大型艦はいなかった。
戦場が本土に移った結果、イタリア政府は降伏する。このあとイタリアはイタリア王国（連合軍派）とイタリア社会共和国（ドイツ傀儡国）に分裂し、イタリア戦線が形成された。陸上では戦闘が続いたが、海上には変化が生じた。既述のようにイタリア艦隊の降伏によって、地中海に主力艦を含む大艦隊を維持する必要がなくなる。H部隊の戦艦や航空母艦は本国艦隊や東洋艦隊に配属替えとなり、司令部も解散した。地中海の海軍作戦は、より小型で軽快な艦艇による部隊が行うことになったのである。

### 現代のH部隊
現在、イギリス海軍がジブラルタルおよび西地中海に配備している艦隊はジブラルタル戦隊のみである。

## H部隊が参加した主な作戦

### 1939年
- アドミラル・グラーフ・シュペー追跡　- 10月[64]、11月[65]、12月[66]

### 1940年
- カタパルト作戦 - 7月
- レバー作戦 - 7月
- ハリー作戦、クラッシュ作戦 - 7月、8月
- ハッツ作戦、スマッシュ作戦、グラブ作戦 - 8月、9月
- コート作戦、クラック作戦 - 11月
- ホワイト作戦 - 11月
- カラー作戦 - 11月。11月27日にスパルティヴェント岬沖海戦が発生。
- ハイド作戦 - 12月。

### 1941年
- MC4作戦（エクセス作戦） - 1月
- ピケット作戦 - 1月、2月
- グロッグ作戦 - 2月
- ウィンチ作戦 - 4月
- ダンロップ作戦、セイリエント作戦 - 4月
- MD4作戦（タイガー作戦） - 5月
- スプライス作戦 - 5月
- ロケット作戦 - 6月
- トレイサー作戦 - 6月
- レイルウェイ作戦 - 6月、7月
- サブスタンス作戦 - 7月
- スタイル作戦 - 7月、8月
- ミンスミート作戦 - 8月
- ステイタス作戦 - 9月
- ハルバード作戦 - 9月
- コールボーイ作戦 - 10月
- パーペテュアル作戦 - 11月

### 1942年
- スポッター作戦 - 3月
- ピケット作戦 - 3月
- カレンダー作戦 - 4月
- バワリー作戦 - 5月
- LB作戦 - 5月
- スタイル作戦 - 6月
- セイリエント作戦 - 6月
- ハープーン作戦 - 6月
- ピンポイント作戦 - 7月
- インセクト作戦 - 7月
- ペデスタル作戦、ベローズ作戦 - 8月
- バリトン作戦 - 8月
- トレイン作戦 - 10月
- トーチ作戦 - 11月

### 1943年
- ハスキー作戦 - 7月
- アヴァランチ作戦 - 9月

## H部隊歴代司令長官
- ジェームズ・サマヴィル中将 1940年6月-1942年1月
- エドワード・サイフレット中将 1942年1月-1943年2月
- アルジャーノン・ウィリス少将 1943年2月-1943年8月

## H部隊に所属した主な艦艇
（艦名）（艦種）（参加した主な作戦）
- アーク・ロイヤル（航空母艦）（カタパルト作戦[67]、クラブラン、マルタ攻囲戦、ビスマルク追撃戦）
- フューリアス（航空母艦）（クラブラン、トーチ作戦）[68]
- アーガス（航空母艦）（クラブラン）[68]
- イーグル（航空母艦）（クラブラン）[41]
- ワスプ（アメリカ海軍、航空母艦）[69]（カレンダー作戦、バワリー作戦）
- イラストリアス（航空母艦）（イタリア本土侵攻[70]）
- ヴィクトリアス（航空母艦）（トーチ作戦、イタリア本土侵攻）
- フォーミダブル（航空母艦）（トーチ作戦、イタリア本土侵攻[71]）
- インドミタブル（航空母艦）（ペデスタル作戦、ハスキー作戦[72]、イタリア本土侵攻[71]）
- フッド（巡洋戦艦)（カタパルト作戦）[2]
- レナウン（巡洋戦艦）（クラブラン、マルタ攻囲戦、ビスマルク追撃戦）
- ラミリーズ（戦艦）（スパルティヴェント岬沖海戦）[73]
- レゾリューション（戦艦）（カタパルト作戦）[2]
- ウォースパイト（戦艦）（ハスキー作戦[72]、イタリア本土侵攻[71]）
- ヴァリアント（戦艦）（カタパルト作戦[2]、ハスキー作戦[72]、イタリア本土侵攻[71]）
- バーラム（戦艦）（1940年11月）
- マレーヤ（戦艦）（1940年12月 - 1941年3月）
- ネルソン（戦艦）（ハルバード作戦[74]、マルタ攻囲戦、ハスキー作戦[72]、イタリア本土侵攻[71]）
- ロドニー（戦艦）（ハルバード作戦[74]、マルタ攻囲戦、ハスキー作戦[72]、イタリア本土侵攻[71]）
- プリンス・オブ・ウェールズ（戦艦）（ハルバ―ド作戦）[74]
- デューク・オブ・ヨーク（戦艦）（トーチ作戦）
- シェフィールド（巡洋艦）（クラブラン、ビスマルク追撃戦）